# Ульгілі (Жамбильський район)
Ульгілі́ (каз. Үлгілі) — село у складі Жамбильського району Алматинської області Казахстану. Адміністративний центр Ульгулинського сільського округу.
У радянські часи село називалось Ульгулі.
Населення — 917 осіб (2021; 1158 у 2009, 1161 у 1999, 1474 у 1989).